# Макарије Коринтски
Свети Макарије Коринтски је православни светитељ и епископ коринтски из 18. века.
Рођен је 1731. године у Коринту. Рођено име му је било Михаил. Потекао је из чувене византијске породице Нотараса, из које потиче и преподобни Герасим Кефалонијски. Као млад одлази у манастир Мега Спилеон (Велика Пећина) у дубини Пелопонеза. После тофа се враћа у Коринт, где је радио као учитељ.
1764. године изабран је за епископа Коринтског.
По избијању руско-турског рата 1768. године, свети Макарије је био принуђен да се повуче на острво Закинтос, а затим у Кефалонију. Затим одлази на острво Идру у манастир Пресвете Богородице. Након завршетка рата, турске власти су забраниле повратак на своје епархије свим архијерејима који су у рату подржали руску страну. Иако није био умешан у рат, није могао да се врати у своју епархију и зато одлази на Свету Гору. На Светој Гору, у то време је био спор око начина и дана служења парастоса и примене кољива. Пошто је стао на страну кољивара био је протеран са Свете Горе.
Након тога, одлази на острво Хиос, а затим на Патмос. Тамо је неколико година радио као учитељ, а затим одлази у Смирну, где се упознао са Јованом Маврогордатом. Заједно су издали чувену збирку светоотачких подвижничких дела под именом Филокалија - Добротољубље.
Осим тога аутор је и бројних дела, од којих су сачувана: "Нови Луг" ("Неон Лимонарион"), "О честом причешћивању Светим Тајнама", и друге.
Умро је 17. априла 1805. године на острву Хиос.
Православна црква прославља светог Макарија 17. априла по јулијанском календару.